# Daisuke Ishizu
 (août 2025).
Daisuke Ishizu (石津 大介, Ishizu Daisuke) est un footballeur japonais né le 15 janvier 1990 à Fukuoka. Il évolue au poste d'attaquant.

## Biographie
Il inscrit 11 buts en deuxième division japonaise lors de la saison 2013 avec l'équipe de l'Avispa Fukuoka.
Avec le club du Vissel Kobe, il joue 58 matchs en première division japonaise, marquant six buts.